# Domingo Pérez Cáceres
Domingo Pérez Cáceres (10 de novembre de 1892, Güímar, Tenerife - 1 d'agost de 1961, San Cristóbal de La Laguna, Tenerife) va ser un dels bisbes més destacats de la història de les Illes Canàries, sent ben conegut per les seves ajudes a la gent pobra de Canàries (era conegut com el "bisbe dels pobres"), als quals donava diners, i pels seus molts càrrecs en l'Església.
Però sobretot és conegut per ser l'impulsor de la construcció de la Basílica de Nostra Senyora de la Candelaria, patrona de Canàries. Ell també va ser el primer i únic bisbe nascut a Tenerife que va regir la seva pròpia diòcesi natal, la Diòcesi de Sant Cristóbal de La Laguna, també anomenada Diòcesi de Tenerife o Diòcesi Nivariense i en general també va ser el primer bisbe canari en regir aquesta diòcesi igualment canària.
Va néixer el 10 de novembre de 1892 a Güímar (Tenerife). Després d'estudiar al Seminari sacerdotal de Tenerife, va tenir molts càrrecs importants, entre ells, rector de la vila de Güímar i degà de l'Església de Catedral de La Laguna.
El 21 de setembre de 1916 el bisbe Nicolás Rey Redondo li va lliurar l'ordre del presbiterat, el que el va conduir a exercir el càrrec de vicari general de la Diòcesi, el qual va ocupar durant dotze anys. El 21 setembre 1947 Don Domingo va ser consagrat bisbe de Tenerife pel Papa Pius XII. Va ser el vuitè bisbe de Tenerife.
Posteriorment seria nomenat fill predilecte de Güímar i de la província de Santa Cruz de Tenerife. També va ser nomenat fill adoptiu de tots els municipis de la diòcesi de Sant Cristóbal de La Laguna, així com a fill adoptiu de Los Realejos en el mateix any.
Pérez Càceres va morir el dimarts 1 d'agost de 1961, a dos quarts de quatre de la tarda. Es van enviar centenars de telegrames de tota Canàries i fins i tot d'altres parts d'Espanya. Va ser enterrat a la Basílica de la Candelaria.